# Vitali Koutouzov
Vitali Koutouzov (Biélorusse: Віталі Кутузаў, né le 20 mars 1980 à Pinsk) est un footballeur international biélorusse, qui joue au poste d'attaquant.

## Biographie
En 2001, quittant le FK BATE Borisov en Biélorussie, il rejoint l'équipe italienne du Milan AC. Pendant la moitié de la saison qu'il passe dans ce club, il ne peut acquérir le statut de joueur régulier de l'équipe première, car il ne joue que deux matchs.
Pour la saison 2002-2003, il est prêté au Sporting Portugal qui joue en Super Liga. Il joue 24 matchs et marque 3 buts, y compris les matchs en Coupe UEFA.
En 2003-2004, il est prêté à nouveau au club italien de la Serie B l'US Avellino. Vitali devient un des joueurs les plus importants de cette division et un favori des tifosi. Il joue 43 fois, marquant 15 buts. Malgré ses efforts, l'équipe est reléguée en Serie C1.
Après la réussite de sa saison en Série B, il est remarqué par le club de Série A, l'UC Sampdoria. Le club acquiert la moitié des droits sur le footballeur auprès de l'AC Milan en 2004 et lui offre un contrat jusqu'en 2008. Pendant la saison 2004-2005, il participe à 32 matchs (14 fois sélectionné en début de match, pour un total de 1 604 minutes) et il marque 4 buts.
Le 20 juin 2006, le Parme AC acquiert la totalité des droits sur Koutouzov auprès de la Sampdoria et du Milan AC. Il signe avec le club un contrat de trois ans. Pendant sa première saison avec le Parma AC, il participe seulement à 9 matchs, sans buts. En 2007-2008, il est prêté au Pise Calcio, en Serie B. Il y effectue une excellente saison, l'une de ses meilleures en Italie, en marquant 10 buts en 37 matchs et participant à amener le club aux play-off (6e). Mais une mauvaise blessure en avril 2008 lui fait manquer la fin de saison. Le club sera sorti en demi-finale des play-off par l'US Lecce (0-1, 1-2). 
À la fin de la saison, il retourne au Parme FC, rétrogradé en Serie B. Mais cette fois encore il ne trouve que peu de temps de jeu, joue 11 matchs, souvent comme remplaçant, sans marquer de buts. Au mercato d'hiver, il passe en copropriété à l'AS Bari. Il marque son premier but avec l'équipe des Pouilles le 8 mars 2009 contre l'US Sassuolo. Il jouera au total 18 matchs pour 5 buts, participant pleinement à l'excellente deuxième partie de saison de l'équipe qui se terminera avec la victoire en championnat, juste devant le Parme FC. 
En juin 2009, l'AS Bari renouvelle la présence du joueur dans l'équipe pour une saison supplémentaire. Dès son retour dans l'élite, il marque le but de l'égalisation face à l'Inter de Milan (1-1) le 23 août 2009. Ce sera son seul but de la saison, perdant progressivement sa place au sein de l'équipe où il devient un remplaçant de choix après l'arrivée de l'argentin José Ignacio Castillo et l'éclosion de Riccardo Meggiorini. Il ne jouera au total que 12 match pour 1 but. 
Il a été jusqu'ici capitaine de l'équipe nationale de Biélorussie plus de 30 fois (46 sélections pour 13 buts), et est le deuxième meilleur buteur de l'histoire de cette jeune sélection après Maksim Romaschenko.

## Palmarès
- 1 championnat de Série B (D2) : 2008-2009 avec l'AS Bari